# 유럽 연합의 극점

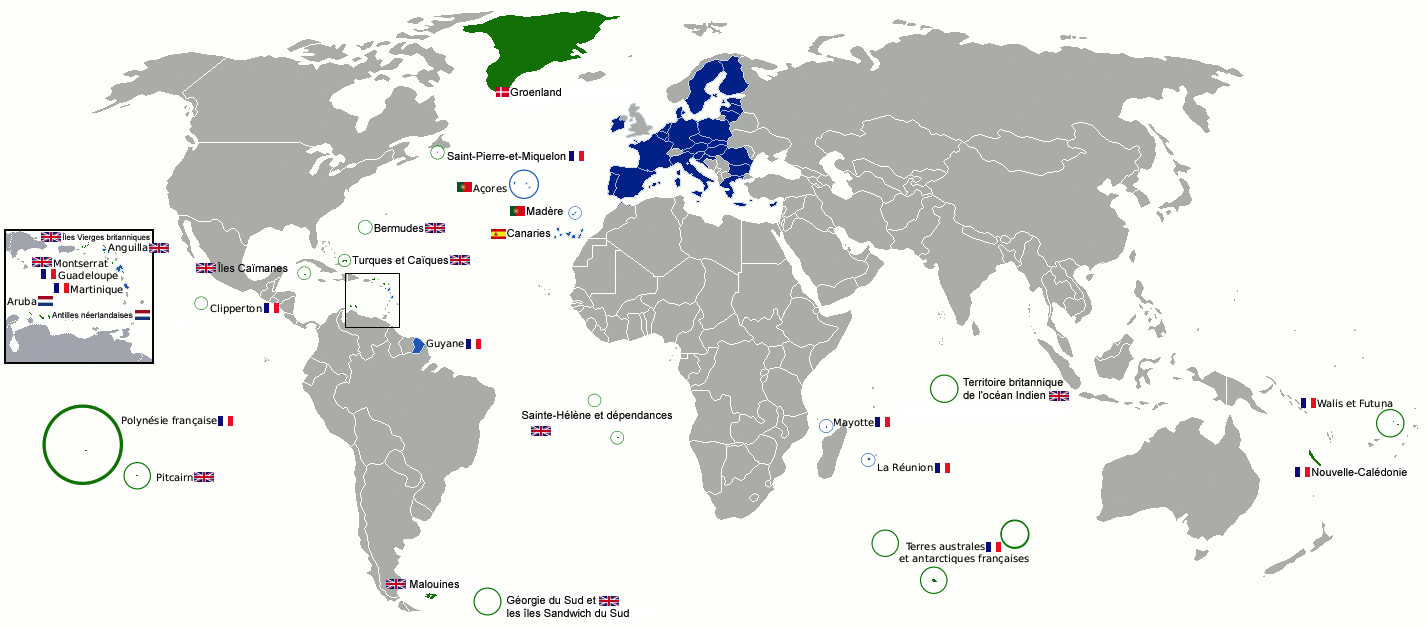
해외 영토를 포함한 유럽 연합의 영토.

이 문서는 유럽 연합의 극점, 즉 유럽 연합에 있는 지역들 중 가장 북쪽, 남쪽, 동쪽, 서쪽에 있는 지역에 대한 목록이다.

## 유럽
- 극북점: 핀란드 누오르감 (70° 5’ 30” N)
- 극남점: 키프로스 리마솔 (법률상, de jure)[1] (34° 39’ N)

또는 키프로스 리마솔, 가타 곶 (사실상, de facto)(34° 34’ N)
- 극서점: 포르투갈 아조레스 제도, 파자 그랑데
- 극동점: 키프로스 리조카르파소 (법률상, de jure)[2](34° 36’ E)

또는 키프로스 아야나파, 그레코 곶 (사실상, de facto)(34° 5’ E)

## 해외 영토를 포함한 유럽 연합
- 극북점: 핀란드 누오르감
- 극남점: 프랑스 레위니옹, 생조셉[3]
- 극서점: 프랑스 생마르탱
- 극동점: 프랑스 레위니옹, 생트로즈[3]
- 가장 높은 곳: 프랑스 몽블랑 산 / 이탈리아 몬테비안코 산

## 유럽 대륙
오직 유럽 대륙에 있는 지역만을 포함한다. 키프로스, 몰타, 영국과 아일랜드를 제외한 유럽 본토의 23개국을 말한다.
- 극북점: 핀란드 누오르감
- 극남점: 스페인 푼타데타리파 (36° 0’ 15” N)
- 극서점: 포르투갈 카부다루카 (9° 30’ W)
- 극동점: 핀란드 일로만치

## 주해
1. 1 2  가타 곶은 아크로티리 지역 내에 있으며 영국이 관리하는 기지이다. 그러므로 사실상 리마 곶은 유럽 연합의 영토 내에 포함되지 않는다. 키프로스의 극점 문서를 참고하라.
2. 1 2  북키프로스에 위치한 리조카르파소 (딥카르파즈)는 '법률상으로' 가장 동쪽에 있는 지점이다. 2004년 5월 1일, 남키프로스와 북키프로스 모두 1974년 터키의 침공 이후 키프로스 공화국을 위임통치 할 수 있다는 법을 남쪽 지역에만 한정한다는 EU의 법률 개정안에 찬성했다. 이로써 이전에 있던 EU의 법률은 북키프로스 지역에서 공식적으로 효력이 사라졌다. 그 때문에 북키프로스는 '사실상' EU의 영토에서 제외되었으며 대신 아야나파의 그레코 곶이 '사실상' 극동점을 대신하게 되었다. 키프로스는 사실 지문학에 따른다면 유럽보다는 아시아에 속하며, 문화로 따진다면 유럽에 더욱 가깝다. 키프로스의 극점 문서를 참고하라.
3. 1 2  레위니옹은 프랑스의 해외 레지옹이다. 따라서 프랑스의 일부이자, 유럽 연합의 일부이다.

## 같이 보기
- 유럽 연합 회원국
- 유럽의 중심점
- 유럽의 극점
- 지구의 극점
- 나라별 극점